# READY STEADY GO (L'Arc〜en〜Cielの曲)
「READY STEADY GO」（レディ・ステディ・ゴー）は、日本のロックバンド、L'Arc〜en〜Cielの22作目のシングル。2004年2月4日発売。発売元はKi/oon Records。

## 概要
前作「Spirit dreams inside -another dream-」から約2年5ヶ月ぶりとなるシングル。本作は、2003年6月から7月にかけて国立代々木競技場 第一体育館で開催した、バンド活動再開の幕開けとなる復活ライヴ「Shibuya Seven Days 2003」を経てリリースされた久々の新譜となっており、2003年7月から本格的に開始されたアルバム『SMILE』のレコーディング期間中に制作された。
本作の表題曲「READY STEADY GO」は、2000年代のU.S.ポップ・パンクの雰囲気を纏ったスリリングなスピード感にあふれたロック・ナンバー。2003年12月26日に日本武道館で行われた所属事務所主催のライヴイベント「天嘉 弐 -DANGER II-」にL'Arc〜en〜Cielがシークレットゲストとして出演した際、表題曲をシングル発売に先駆け初披露している。なお、このライヴイベントの模様は、表題曲が収録された9thアルバム『SMILE』の初回限定盤に付属する特典DVDに収録されている。また、表題曲は2004年1月10日から、MBS・TBS系列で放送されていたテレビアニメ『鋼の錬金術師』の第2期オープニングテーマに使用されている。L'Arc〜en〜Cielの楽曲がテレビアニメのテーマソングに使用されたのは、1999年6月から放送されたアニメ『GTO』のオープニングテーマに使用された「Driver's High」以来約4年半ぶりとなる。 そして2004年3月からは、中国全土にてヤクルト「養楽多」CMソングに使用されている。さらに、本作発売から約20年後の2024年1月29日には、スーツブランドのORIHICAと表題曲のコラボ特別WEB動画が公開されている。（詳細は楽曲解説の項目を参照）
この曲はL'Arc〜en〜Cielを代表する楽曲の一つとなっており、作曲者であるtetsuyaはソロ名義の活動でこの曲を頻繁にセルフカバーしている。2008年12月27日に行われた所属事務所主催のライヴイベント「JACK IN THE BOX 2008」では、tetsuyaと西川貴教（T.M.Revolution、abingdon boys school）がツインボーカルでセッションしている。このセッションでは、ギターをINORAN（LUNA SEA）とMIYAVI、ベースをSHUSE（ex.La'cryma Christi）、ドラムを白鳥雪之丞（氣志團）、キーボードとマニピュレーターを中尾昌文が担当している。さらに、2012年9月15日に行われた西川貴教主催による野外ロック・フェスティバル「イナズマロックフェス 2012」でもtetsuyaと西川がツインボーカルでセッションしている。ちなみに、L'Arc〜en〜Cielと同じくキューンミュージックに所属していたロックバンド、FLOWが2012年7月6日にフランス・パリで開催された「JAPAN EXPO 2012」のライヴイベントでこの曲をカバーしている。さらに2013年7月6日には、トリビュートアルバム『L'Arc〜en〜Ciel Tribute』にも参加したアメリカのロックバンド、ゼブラヘッドが野外ロックフェスティバル「SUMMER SONIC 2013」でカバーしている。
また、カップリング曲には、表題曲のレコーディングでメンバーがそれぞれ担当した楽器等のサウンドを抜き取ったバージョン「READY STEADY GO (hydeless version)」「READY STEADY GO (kenless version)」「READY STEADY GO (tetsuless version)」「READY STEADY GO (yukihiroless version)」の4曲が収録されている。このバージョンを収録することになったのは、yukihiroの「練習するのに"ドラム・レスが欲しい"」という要望がきっかけとなっている。メンバーによれば「どのパートが欠けてもラルクの音として成立しなくなる」というメッセージもあるというが、本作発売のプロモーションのために出演したテレビ朝日系音楽番組『ミュージックステーション』にて、「マニアックな試み」「自分達ですら、一度聞いたらもう二度と聴かないと思う」と苦笑いで語っていた。余談だが、2004年3月に発表した次作「瞳の住人」のカップリングには、hyde以外のken、tetsuya、yukihiroの3人が表題曲のボーカルを担当したバージョンが一曲ずつ収録されている。

## リリース

### リリースの経緯
表題曲は、翌月に発表するアルバム『SMILE』のレコーディングの中で制作されていた楽曲で、テレビアニメ『鋼の錬金術師』の第2期オープニングテーマへの提供が決まったことを受け、シングル化が決定している。
なお、作曲者であるtetsuya自身は、この曲がシングル表題曲に選ばれると思っていなかったようで「まあボツかな〜ぐらいに思ってた曲で。まさかシングルになるとは思ってなかったんで（笑）。最初作った時はもう少しテンポも遅くてリズムもはねてたんで、アルバムの中に一曲あっていいかな、ぐらいの曲だった。作りもシンプルだし、ラルクらしくないっちゃらしくないし」と本作発売後のインタビューで述懐している。

### リリース形態
本作は、通常盤（CD）の1形態でリリースされている。フィジカルの規格は、CCCDで当初販売されたが、2005年10月26日にCD-DAで再発売されている。ちなみに、本作がL'Arc〜en〜Cielとして初めてのCCCD規格となっている。さらに本作は、日本の他、大韓民国においてリリースされている。日本人アーティストが韓国でシングル作品をリリースすることは、これが初となった。

### チャート
発売初週となる2004年2月16日付のオリコン週間シングルチャートで、前作「Spirit dreams inside -another dream-」に続き2作連続通算11作目となる首位を獲得している。また、本作は「NEO UNIVERSE／finale」「STAY AWAY」を発売した2000年以来約4年ぶりにオリコン年間シングルチャートTOP30にランクイン（年間18位）している。さらに、アニメーション作品の主題歌に使用された楽曲を含んだシングル作品のセールスを集計した、2004年度オリコン年間アニメシングルチャートにおいて、自身初の年間首位を記録している。
本作のフィジカルの売上枚数と、表題曲のダウンロード数を合わせると50万ポイント以上を売り上げており、表題曲は2000年代のL'Arc〜en〜Cielを代表する楽曲の一つとなっている。
また、本作発売から約15年後となる2019年12月11日から各種サブスクリプションサービス（定額制音楽配信）にて、この日までに発表したL'Arc〜en〜Cielの全楽曲のストリーミング配信を全世界で一斉解禁しているが、表題曲は同年12月12日に公開されたSpotifyの週間バイラルトップ50（日本）チャートで2位を獲得している。ちなみにこの週では、TOP18までをL'Arc〜en〜Cielの楽曲が独占しており、1位は「flower」が獲得している。さらに、このバイラルチャートTOP50のうち、半分以上となる34曲でL'Arc〜en〜Cielの楽曲がチャートインする結果となった。

## ミュージックビデオ
表題曲「READY STEADY GO」のミュージック・ビデオは、竹石渉がディレクターを務めた作品となっている。映像はメンバーをデフォルメ化したアニメーションと、バンドの演奏シーンで構成されている。
tetsuyaはこの印象について「（自分の中でこの映像は）「瞳の住人」につながってるんですよね」と述べており、次作との繋がりを示唆している。なお、tetsuyaは本作発売当時に受けたインタビューの中で「監督はそれぞれ別の人で、「READY STEADY GO」撮った監督さんは次のシングルが「瞳の住人」だなんて全く知らずに撮ってるわけですから（偶然つながった）」「「READY STEADY GO」のクリップはシンプルに4人が集まって演奏してるんスけど。監督の中に"コンタクト"というキーワードがあって。そういうところでアイ・コンタクト。それが「瞳の住人」につながってったんですよ」と語っている。
このミュージック・ビデオは、2007年12月5日に発表したクリップ集『CHRONICLE 3』に初収録されている。また、2019年12月11日には公式YouTubeアーティストチャンネルにおいて、YouTube Music Premium限定で映像の有料公開が開始されている。前述のYouTubeチャンネルでの有料公開開始から約2年4ヶ月後となる2022年4月29日からは、同サイトで映像の無料公開が開始されている。

## 収録曲
| 全作詞: hyde（#2を除く）、全作曲: tetsu、全編曲: L'Arc〜en〜Ciel, Hajime Okano。 |                                           |                   |            |      |
| #                                                                                | タイトル                                  | 作詞              | 作曲・編曲 | 時間 |
| 1.                                                                               | 「READY STEADY GO」                       | hyde （#2を除く） | tetsu      | 3:49 |
| 2.                                                                               | 「READY STEADY GO」(hydeless version)     | hyde （#2を除く） | tetsu      | 3:47 |
| 3.                                                                               | 「READY STEADY GO」(kenless version)      | hyde （#2を除く） | tetsu      | 3:45 |
| 4.                                                                               | 「READY STEADY GO」(tetsuless version)    | hyde （#2を除く） | tetsu      | 3:46 |
| 5.                                                                               | 「READY STEADY GO」(yukihiroless version) | hyde （#2を除く） | tetsu      | 3:47 |
| 合計時間:                                                                        | 合計時間:                                 | 18:54             |            |      |

## 楽曲解説
1. READY STEADY GO
  - 作詞：hyde / 英語訳詞: Lynne Hobday / 作曲：tetsu / 編曲：L'Arc〜en〜Ciel & Hajime Okano

2000年代のU.S.ポップ・パンクの雰囲気を纏ったスリリングなスピード感にあふれたロック・ナンバー。作曲者のtetsuya曰く、デモを制作していた段階ではプリンスをイメージしていたといい[14]、デモ音源は完成した音源と比べるとテンポの遅いアレンジで[14]、もっと跳ねたリズムだったという[14]。そして、仮タイトルも当初の楽曲イメージを反映し、「プリンス」と名付けられていた[14]。
デモ音源をもとにL'Arc〜en〜Cielとして楽曲制作を行うにあたり、tetsuyaの中で「グッド・シャーロットみたいにしたいな、もうちょっとパンキッシュにしたいな[14]」と考えが変わり、パンクを意識した楽曲にアレンジし直されることになった。また、制作過程において、hydeの提案により、デモ音源からテンポを上げてレコーディングが行われている[15]。なお、デモからテンポを上げるというレコーディングでのhydeとtetsuyaのやり取りは、この曲が収録されたアルバム『SMILE』の初回限定盤に付属する特典DVDに収められている。ちなみにこの曲をライヴで披露する際は、デモからテンポを上げた完成版の音源よりも、さらにテンポアップすることが多い。
前述のような経緯から、この曲のアレンジをパンキッシュな方向に変更することとなったが、メンバーそれぞれでパンク・ロックと聞いてイメージする音楽が異なっていたという。ちなみにhydeのイメージするパンクはイギー・ポップで[16]、yukihiroのイメージするパンクはダムドだったという[17]。また、kenは明るいポップなパンクをあまり聴かないため、hydeと同様に「イギー・ポップっぽくすればいいんじゃないか[18]」と考えていたと述懐している。結果的に、メンバー4人が「パンク」というテーマで想像する、様々なサウンドイメージを内包したアレンジが施されることになった。この曲のレコーディングを振り返り、tetsuyaは「自分のなかでのパンクの解釈は、今のアメリカのパンクだったので。でもyukihiroのなかではダムドの「ニュー・ローズ」だったみたいで。ふたりのなかでイメージする時代がまったく違っていたという（笑）。じゃあダムドでちょっとやってみようかっていうことになって、やってみたら、これはこれでありだなと。この曲はそういうところも楽しみながら、作ってました[14]」「この曲に関しては、最初からどう転がってもいいという意識がありました[14][19]」「結局、何をやっても、この4人で演奏すると、自然にラルクになっていくんですよ[19]」と語っている。なお、yukihiroは、tetsuyaが言うように、この曲のドラム録りでは「ダムドを意識していた」と本作発売当時に述べている[20]。ちなみにtetsuyaは、レコーディングする際、全弦を半音下げたチューニングでベースを弾いている[16]。
歌詞はhydeが手掛けており、気持ち新たに走り出そうとする、前向きなリリックが綴られている。これまでhydeは、今いる世界からの逃避を望んだような歌詞や[21]、遠くを見つめた願望のような歌詞を多く綴ってきたが[21]、アルバム『SMILE』で歌詞を書くにあたり、ストレートな前向きさを意識して作詞作業を行ったという。アルバムレコーディングでの作詞作業を振り返り、hydeは「もう、普通に悲しいだけのCDじゃ、僕、心が動かされないんですよ。今の僕のテンションがそうなのかもしれないけど、悲しい詞を今僕がやると、逆にすごく嘘っぽく書いちゃうような気がするんですよね。あんまり興味がない。そういう悲しい部分を表現した曲もあると思うけど、でもどっかに、ちょっと今の気持ち的には悲しいとか、暗い部分を音源にしたくないなって気持ちがあるのは確かですね[21]」「僕、ハッピーエンドが好きなんですよ、ちょっと前くらいから。映画にしても、ハッピーエンドの方が泣けるな、って思って。で、ラルクってグッとくる感動的な曲が多かったりもするけど、そういうのとちょっと違って、抜け出した感覚で詞を書きたいなって気持ちもあったし、喜びで人の心に届く詞を書けたらなって、最近は特にそう思う[21]」と述べている。
また、この曲はライヴにおいて大きな盛り上がりを見せる曲の一つとなっており、公演の幕開けとなる一曲目やアンコール前の公演本編ラストに演奏されることが多く、L'Arc〜en〜Cielの2000年代後半以降のライヴにおけるスタンダードソングになっている。
9thアルバム『SMILE』では、特別な表記はされていないがミックス違いのアルバムバージョンとして収録されている。アルバムに収録されたバージョンでは、冒頭にhydeの＜Are you ready?＞という掛け声が新たに収録されており、曲の終わりが次曲「Lover Boy」につながる構成となっている。
2. READY STEADY GO (hydeless version)
hydeが担当したメインボーカルを抜き取ったバージョン。本作以外のシングルにおいても時折収録されていたいわゆるカラオケバージョン。
3. READY STEADY GO (kenless version)
kenが演奏したギターとキーボードを抜き取ったバージョン。
4. READY STEADY GO (tetsuless version)
tetsuyaが演奏したベースと、tetsuyaが担当したバッキングボーカルを抜き取ったバージョン。
5. READY STEADY GO (yukihiroless version)
yukihiroが演奏したドラムを抜き取ったバージョン。

## タイアップ
READY STEADY GO
- MBS・TBS系テレビアニメ『鋼の錬金術師』第2期（第14話 - 第25話）オープニングテーマ
- ヤクルト「養楽多」CMソング（中国）[4]
- ORIHICA 特別WEB動画『READY SUITS GO』[5]

## 参加ミュージシャン
- hyde：Vocal
- ken：Guitar
- tetsu：Bass
- yukihiro：Drum
  - ken：Keyboard & Programming
  - tetsu：Keyboard & Programming, Background Vocal
  - 岡野ハジメ：Keyboard & Programming

## カバー
- 柿原徹也 - 2007年、コンピレーションアルバム『百歌声爛 男性声優編』に収録。
- 朴璐美 - 2008年、コンピレーションアルバム『百歌声爛 女性声優編II』に収録。
- ゼブラヘッド - 2012年、トリビュートアルバム『L'Arc〜en〜Ciel Tribute』に初収録[注 1]。
- Afterglow［美竹蘭（佐倉綾音） / コーラス：宇田川巴（日笠陽子）］ - 2017年10月27日にゲーム『バンドリ! ガールズバンドパーティ!』に追加収録。編曲はElements Garden。音源としては2018年6月27日発売のカバーアルバム『バンドリ！ ガールズバンドパーティ！ カバーコレクション Vol.1』に初収録。
- JEALOUS［LOKI.（森久保祥太郎）］ - 2020年、シングル「LOVE JACKAL君だけE.P.」に収録。編曲は彦田元気。
- Photon Maiden [出雲咲姫（紡木吏佐） / 新島衣舞紀（前島亜美） / 花巻乙和（岩田陽葵） / 福島ノア（佐藤日向）] - 2021年、カバーアルバム『D4DJ Groovy Mix カバートラックス vol.2』に収録。編曲はfu_mou。
- Argonavis [七星蓮（伊藤昌弘）] - 2021年、カバーアルバム『ARGONAVIS Cover Collection -Mix-』に収録。編曲は廣澤優也。
- 柚香光 - 2023年、Blu-ray＋CD『Special Blu-ray BOX REI YUZUKA』に収録。
- 鈴木達央 - 2024年、配信限定シングル「READY STEADY GO from CrosSing」に収録。カバーソングプロジェクト『CrosSing - Music＆Voice-』の一環で制作された楽曲。

## 収録アルバム
オリジナルアルバム
- 『SMILE』 (#1,アルバムバージョン、#2,米国盤のみ)

ベストアルバム
- 『QUADRINITY 〜MEMBER'S BEST SELECTIONS〜』 (#1,シングル･アルバムのミックスバージョン)
- 『TWENITY 2000-2010』 (#1,アルバムバージョン)
- 『WORLD'S BEST SELECTION』 (#1,アルバムバージョン)

コンピレーションアルバム
- 『鋼の錬金術師 COMPLETE BEST』 (#1)
- 『Ki/oon Records Overseas Compilation』 (#1)
- 『鋼の錬金術師 BOX SET -ARCHIVES-』 (#1)
- 『Anime×Music Collaboration 39 '02-'07』 (#1)
- 『鋼の錬金術師 THE BEST』 (#1)
- 『HAPPY 〜たまには大人をサボっちゃお？〜 mixed by DJ和』 (#1)

サウンドトラック
- 『鋼の錬金術師 オリジナル・サウンドトラック2』 (#1)